# Neurocordulia
Neurocordulia és un gènere d'odonats anisòpters de la família Corduliidae que habiten en rierols nets i llacs al sud-est dels EUA i del Canadà.